# Francesco Maria Fiorentini
Francesco Maria Fiorentini (Lucca, 4 ottobre 1603 – Lucca, 25 gennaio 1673) è stato un medico, letterato e storico italiano.

## Biografia
Nato in una famiglia numerosa, era il secondo di tredici figli, studiò inizialmente con lo zio materno. Raggiunta la maggiore età, dopo aver terminato gli studi di base e contravvenendo alla volontà del padre che voleva intraprendesse la carriera ecclesiastica, decise di studiare medicina all'Università di Pisa dove si laureò nel 1629.
Mentre studiava a Pisa ebbe modo di conoscere Galileo Galilei e si schierò dalla sua parte quando fu condannato dalla chiesa, per eresia, a causa delle sue teorie astronomiche sul sistema eliocentrico.
Dopo la laurea in medicina iniziò a esercitare la professione proprio quando si verificò una epidemia di peste nel 1630.
Gli venne affidata la responsabilità del lazzaretto e in questa veste suggerì alle autorità delle misure atte alla proliferazione dell'epidemia. A seguito dei buoni risultati ottenuti dall'applicazione dei suoi suggerimenti venne messo a capo della corporazione degli speziali, allora un organismo molto autorevole, posizione che ricoprì per quasi quarant'anni.
Nel 1640 si sposò con Laura di Cesare Benassai ed ebbero dodici figli.
Nel corso della sua attività mantenne un epistolario con l'anatomista Marcello Malpighi sugli studi comuni. Per motivi di studio viaggiò in Italia per confrontarsi con altri colleghi.
I suoi studi si concentrarono sul cuore e la sua struttura e sulla causa del diabete mellito.
Il suo interesse per la ricerca anatomica lo spinse a scrivere un trattato in due parti, De genuino puerorum lactae ac mammillarum usu nova assenio e De mammillarum in lactifero viro structura observatio, che venne conosciuto anche in altri paesi.
Divenuto uno dei medici più famosi del suo tempo, ricevette richiesta da regnanti e pontefici, che egli rifiutò per proseguire nella sua attività di ricerca.
Stimolato dagli studi letterari e filosofici della zio materno, con in quale aveva studiato prima di iscriversi all'università, si occupò della creazione di una ricca biblioteca che conteneva anche dei codici antichi. Da questi libri prese spunto per la scrittura della sua opera Fetustius occidentalis Ecclesiae manyrologium, che venne pubblicata nel 1668.
Interessato anche alla storia, scrisse Memorie della gran contessa Matilda restituita alla patria lucchese, che fu poi pubblicata nel 1642.
Nel corso della sua vita scrisse altri manoscritti che vennero poi pubblicati dopo la sua morte, avvenuta dopo una grave malattia, nel 1673 all'età di settant'anni.